# Rasmus Lund-Nielsen
Rasmus Lund-Nielsen (født 21. oktober 1988 i København) er en dansk psykolog og politiker. Han har siden 2022 været medlem af Folketinget for Moderaterne.

## Opvækst, uddannelse og erhverv
Lund-Nielsen blev født i 1988 i København. I 2015 opnåede Rasmus Lund-Nielsenen kandidatgrad i psykologi (cand.psych.) fra Københavns Universitet. Under studietiden arbejdede han som forskningsassistent og underviser ved universitetet og som studentermedhjælper hos A.P. Møller-Mærsk, samt recruiter hos Novo Nordisk.
Efter endt uddannelse underviste han på Københavns Universitet og arbejdede som selvstændig psykolog. Fra 2016 til 2023 var han ekstern lektor på Copenhagen Business School. Derudover har han siden 2015 været redaktør for tidsskriftet Erhvervspsykologi.  Som psykolog har Rasmus Lund-Nielsen især arbejdet med arbejds- og organisationspsykologi, og som selvstændig psykolog har Lund-Nielsen hjulpet hundredvis af stressramte patienter.

## Politisk karriere
Lund-Nielsen var kandidat for Moderaterne i Københavns Omegns Storkreds til folketingsvalget 2022 og blev valgt ind med 1874 personlige stemmer.
Han blev efter valget Moderaternes børneordfører og undervisningordfører, samt trivselsordfører og psykiatriordfører. Som trivselsordfører har Rasmus Lund-Nielsen blandt andet gjort opmærksom på, at i debatten om børn og unges trivsel også skal inkluderes emner som søvn og mobiltelefoner, og ikke kun krav, karakter og test. Lund-Nielsen blev i 2023 valgt som formand for Folketingets Sundhedsudvalg.
Som børne- og undervisningsordfører var Rasmus Lund-Nielsen Moderaternes forhandler på store aftaler som aftalen om folkeskolen fra 2024 og reform af ungdomuddannesler og oprettelse af EPX. Lund-Nielsen har argumenteret for, at karakter-adgangskravet til STX burde hæves, for at sikre mere faglighed og bedre trivsel på gymnaiset.
Rasmus Lund-Nielsen har blandt andet gjort sig bemærket ved at foreslå at forkorte Folketingets sommerferie som en måde at mindske stressen blandt politikere. Dette ville også, ifølge Lund-Nielsen, medføre at arbejdet i Folketinget vil kunne blive spredt mere ud og dermed give mere tid til fordybelse i lovgivningsarbejdet.
I forbindelse med debatten om danskernes arbejdstid, som blev startet af Mette Frederiksen, foreslog Lund-Nielsen, at hvis mere af pensionen og ældreplejen var baseret på egen-opsparing, så kunne man i højere grad vælge at arbejde mindre uden at lægge andre til last.
I 2024 blev Rasmus Lund-Nielsen næstformand for Folketingets Udvalget for Digitalisering og It, samtidig blev han også Moderaternes digitaliseringsordfører. Lund-Nielsen har udtalt sig kritisk om, at elever i folkeskolen har deres mobiler, og har anbefalet et mobilforbud i folkeskolen. Dette blev senere også anbefalet af Trivselskommissionen.
I starten af 2025 blev Rasmus Lund Nielsen også Moderaternes uddannelses- og forskningsordfører. Hvor han, sammen med Christina Egelund, forhandlede på vegne af Moderaterne, en aftale om de professions- og erhvervsrettede uddannelser. Aftalen indeholder blandt andet et løft til uddannelserne på næsten 2 mia. kr. årligt
I maj 2025 offentliggjorde Ramus Lund Nielsen, at han ville stille op til regionsrådsvalget 2025 i den nye megaregion Region Østdanmark. Hvor han især vil arbejde for psykiatrien

## Forfatterskab
I 2018 udgav Rasmus Lund-Nielsen bogen "Tilbage efter stress", der omhandler håndtering af stress i arbejdslivet. Forud for Folketingsvalget i 2022 udgav Lund-Nielsen debatbogen "Revolutionen fra midten", hvor han diskuterer udviklingen af velfærdssamfundet og mulige løsninger på den stigende mistrivsel blandt børn og unge.
- Tilbage efter stress (2018)
- Revolutionen fra midten (2022)